# Ira Flatow
Ira Flatow, född 9 mars 1949 i New York, USA, är en amerikansk radio- och TV-journalist och författare som är värd för Public Radio Internationals populära program, Science Friday. Han har även varit värd för ett flertal program och projekt.